# Радзивіллівська мапа

Основна частина мапи Радзивіллів з високою роздільною здатністю

Magni Ducatus Lithuaniae caeterumque regionum illi adiaciencium exacta descriptio (укр. «Детальний опис Великого князівства Литовського та сусідніх країн»), також знана як Радзивіллівська мапа чи Мапа Радзивіла — мапа земель Великого князівства Литовського в масштабі 1:1 300 000. Була виконана на замовлення Миколая Криштофа Радзивілла «Сирітки» нідерландським картографом і гравером Гесселем Ґеррітцем на підставі малюнків Томаша Маковського. Видана вперше в Амстердамі в друкарні Віллема Янсзона Блау в 1613 році.
Крім детального й географічно правильного позначення українських земель, сотень сіл, міст, поселень, річок і доріг, карта Литви Радзивіла є першим картографічним джерелом, яке зафіксувало назву «Україна» (Vkraina), позначене в центральному Подніпров'ї між Ржищевом та Каневом. 
Карта Радзивіллів вважається шедевром картографічного мистецтва. За точністю і детальністю вона перевищувала пізніші мапи XVII та XVIII століття. Широко використовувалась у картографії Східної Європи.
Єдиний екземпляр карти в оригіналі наразі зберігається в головному приміщенні музею Carolina Rediviva Бібліотеки Упсальського університету у Швеції на тканині.  

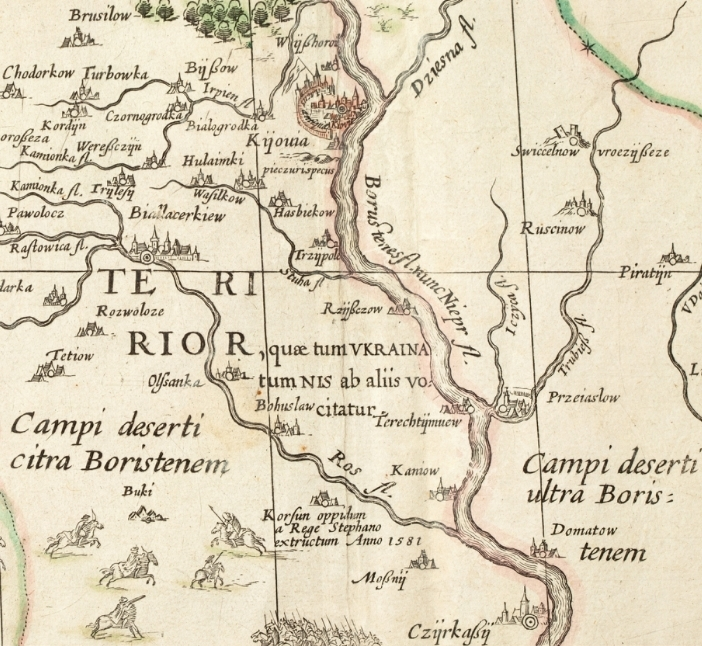
Vkraina ("Україна") та Kyovia ("Київ") на мапі 1613 року, зі campi deserti ("степовими полями") по "цей" та "той" бік Boristenes ("Борістенес"), нинішнього Niepr ("Дніпра").
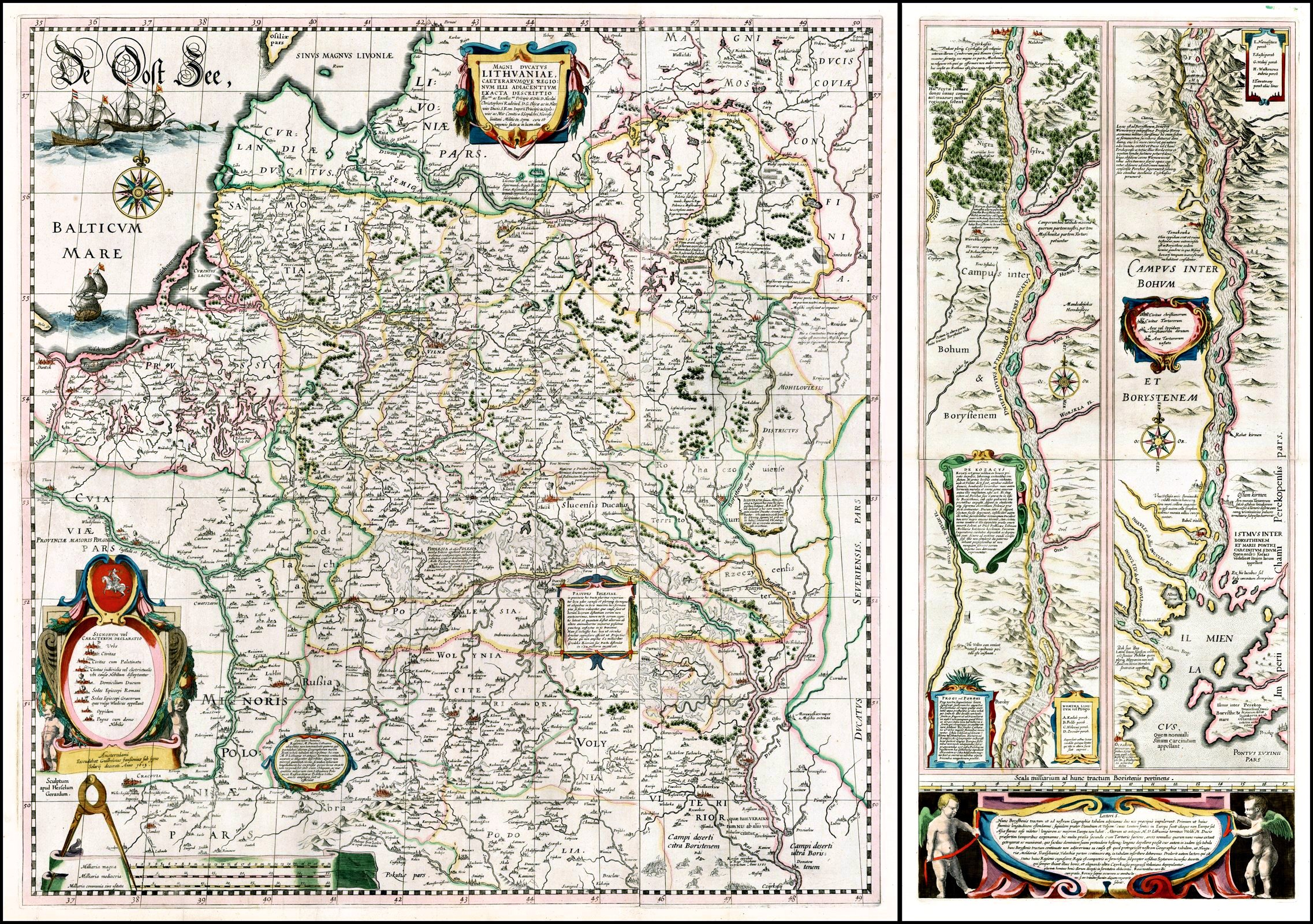
Радзивіллівська мапа, видання 1613 р., яке містило карту Дніпра. Під мапами також був географічний та етнічний опис.
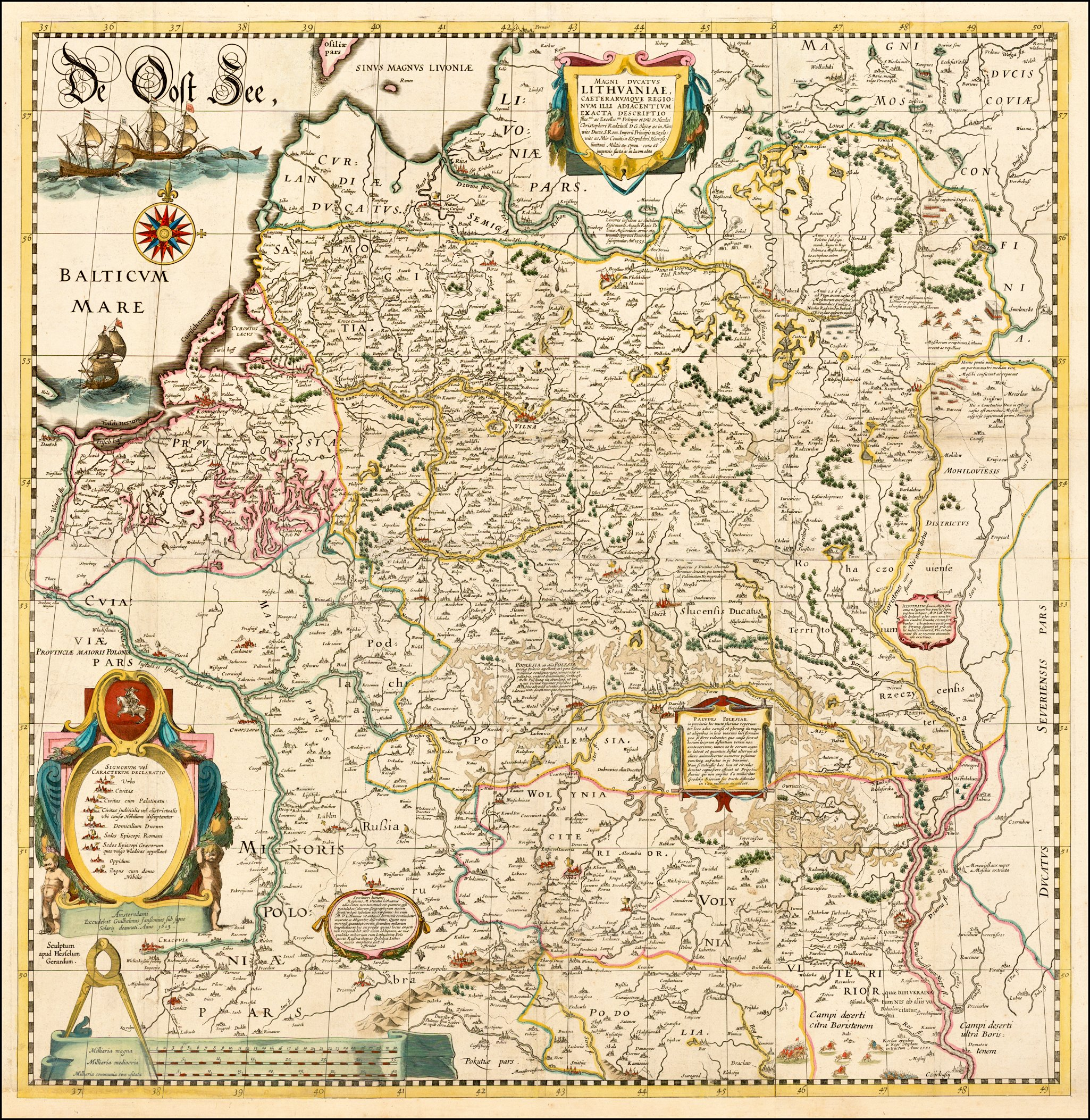
Радзивіллівська мапа, видання 1635 р.